# Charley Crockett
Charley Crockett, bürgerlich Matthew Charles Crockett (geboren am 24. März 1984 in San Benito, Texas), ist ein amerikanischer Blues-, Country- und Americana-Sänger, Gitarrist und Songwriter. Seit 2015 hat er dreizehn Studioalben veröffentlicht. Zwei von ihnen – Lil G.L.’s Blue Bonanza und The Man From Waco – erreichten obere Plätze in den US Billboard Blues Charts, The Man from Waco sogar die Spitzenposition. Stilistisch ist Charley Crockett den Neotraditionalisten in der Country-Musik zuzurechnen. Genretechnisch bedient er ein breites Spektrum an Richtungen – vorwiegend solche, die an der texanischen Golfküste regional verankert sind. Als Songwriter sieht er sich in der Tradition von Sängern wie Bob Dylan und Hank Williams.

## Frühes Leben
Charley Crockett wurde in San Benito, Texas, geboren. Aufgezogen von einer alleinerziehenden Mutter, wuchs er zusammen mit einem älteren Bruder sowie einer Schwester in einem Wohnwagenpark in Los Fresnos, Texas, auf. Eigenen Bekundungen zufolge ist in seinem Stammbaum der berühmte Pionier und Alamo-Verteidiger Davy Crockett mit enthalten – ein Umstand, auf den ihn Bekannte, welche sich mit Ahnenforschung beschäftigen, hingewiesen hätten. Mitsamt Familie zog seine Mutter schließlich nach Dallas um. Da sie wenig Zeit fand, sich um ihn zu kümmern, verbrachte Crockett die Sommermonate regelmäßig bei einem Onkel, der im French Quarter von New Orleans lebte. Nach seinem Highschool-Abschluss kam Crockett in den Besitz einer Gitarre, welche seine Mutter in einem Pfandhaus erworben hatte. Die Entwicklung seiner musikalischen Fertigkeiten erfolgte autodidaktisch. Seine Do-it-Yourself-Lernmethode beschrieb er später wie folgt: „Ich wusste 12 Jahre lang nicht, in welcher Tonart ich spielte, aber mein Gehör war wirklich gut, und ich konnte in jeder Tonart und jedem Akkord spielen. Ich wusste nur nicht, was es war.“
Die 2000er-Jahre verbrachte Crockett vorwiegend „on the road“. Erste Erfahrungen als Straßenmusiker hatte er bereits in seinen Teenagerjahren in New Orleans gesammelt. Es folgten Auftritte im Deep Ellum, einem für seine Musikszenerie bekannten Viertel der texanischen Metropole Dallas. Per Anhalter und als Hobo reiste er quer durch die Vereinigten Staaten. 2009 absolvierte er Straßenkonzerte in New York City. Da seine Performance-Künste sich zwischenzeitlich deutlich verbessert hatten, organisierte er eine Straßenmusik-Band mit dem Namen The Train Robbers. Mit seiner Formation zog Crockett schließlich die Aufmerksamkeit einer Vertreterin von Sony Records auf sich, die ihm ein Angebot für einen zweijährigen Managementvertrag unterbreitete. Unzufrieden mit der dadurch entstandenen Situation und im Angesicht eines demnächst auslaufenden Vertrags, brach Crockett seine Zelte in New York City ab und zog nach Nordkalifornien. Dort arbeitete er auf Farmen sowie in alternativen Kommunen und absolvierte nebenher weitere Auftritte. Danach lebte Crockett ein Jahr lang auf der Straße in Paris sowie – kurzzeitig – in Spanien und Marokko.

## Karriere

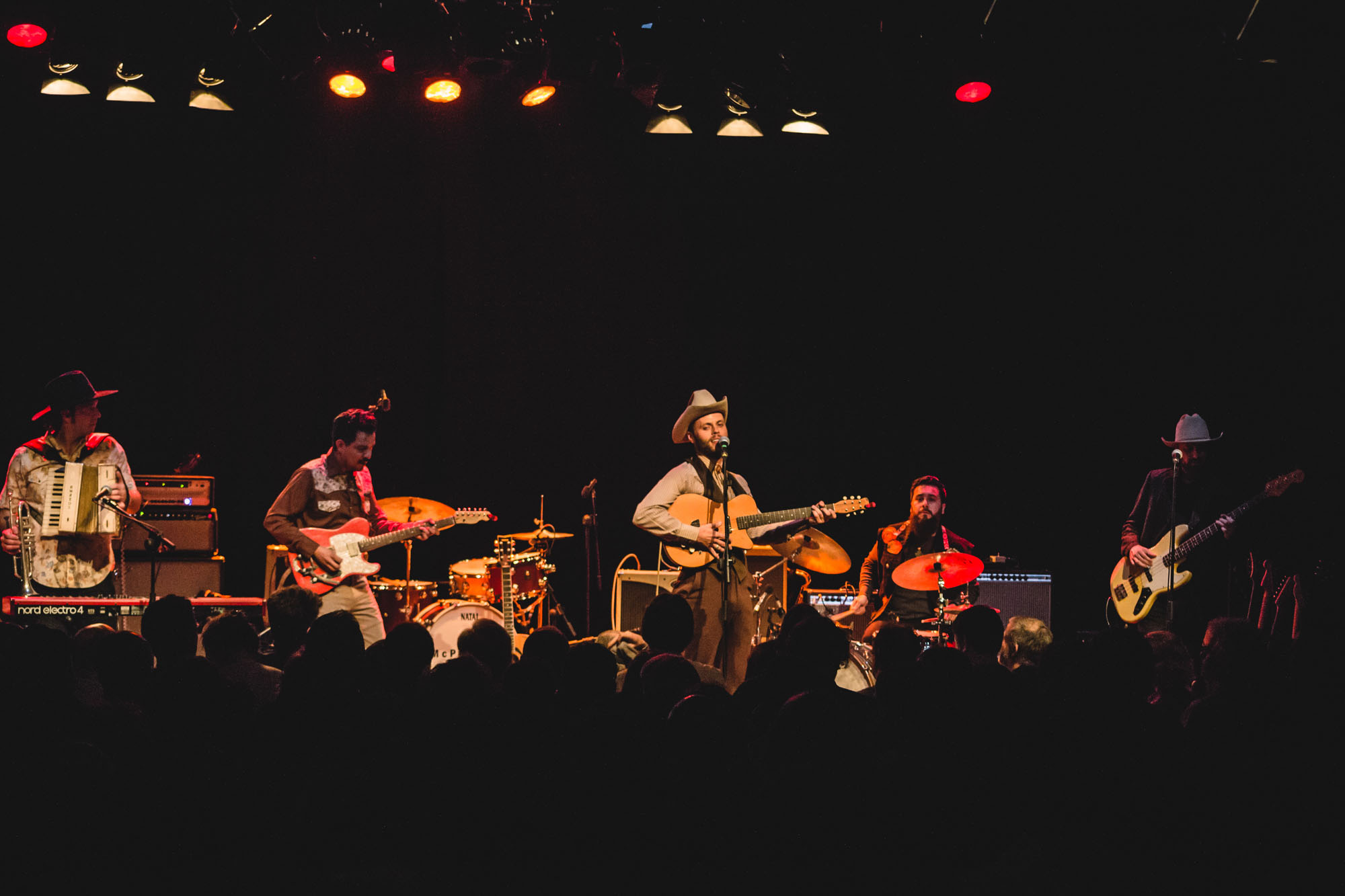
JD McPherson und Charley Crockett live (2018)

2015 kehrte Crockett nach Texas zurück und ließ sich in Dallas nieder. Im Mai veröffentlichte er sein Debütalbum A Stolen Jewel. Die Erstveröffentlichung brachte ihm den Dallas Observer Music Award für den besten Blues-Act ein. Die als Lo-Fi-Veröffentlichung eingespielte Platte enthielt unter anderem eine Coverversion von Juanita, einem seinerzeitigen Erfolgsstück der Flying Burrito Brothers. Zu dieser Zeit freundete sich Crockett mit Leon Bridges an, einem Retro-Soul-Interpreten aus Fort Worth. Crocketts zweites Album, In the Night, war – für einen Country-Sänger eher ungewöhnlich – stark von afroamerikanischen Stilen wie Blues, Gospel und Soul geprägt. Die Songs stammten großteils aus Crocketts eigener Feder; als Cover-Interpretation mit auf dem Album enthalten war Freddy Fenders Wasted Days and Wasted Nights. Das Folgejahr war großteils von Tourneen sowie Promo-Auftritten in Beschlag genommen. Crockett gastierte in rund 125 Shows und tourte unter anderem zusammen mit den Turnpike Troubadours, Lucero, Shinyribs, Samantha Fish sowie den Old 97’s.
Nach einem erneuten Umzug – diesmal nach Austin – veröffentlichte Crockett ein weiteres Album mit Coverinterpretationen: Lil G.L.’s Honky Tonk Jubilee (2017). Das Album erschien bei Thirty Tigers. Als Tracks mit enthalten waren das von Roy Acuff geschriebene Night Train to Memphis, Tanya Tuckers The Jamestown Ferry und Hank Williams’ Honky Tonkin’. Andere Titel auf dem Album stammten von Ernest Tubb, Loretta Lynn sowie Webb Pierce. 2018 veröffentlichte Crockett Album Nummer drei: Lonesome As A Shadow, eine Sammlung von reinen Originalsongs. Aufgenommen wurde es im Sam C. Phillips Recording Studio in Memphis, Tennessee; als Produzent fungierte Matt Ross-Spang. Album-Opener war der Song Wanna Cry – ein Stück, das Crockett für seine Schwester geschrieben hatte, die zwischenzeitlich an einer Überdosis Methamphetamin gestorben war. Auch dieses Album wurde von Liveauftritten und Tourneen flankiert. Begleitband waren The Blue Drifters; Auftritte fanden unter anderem im House of Blues in Houston, im 9:30 Club in Washington, D.C., im The Mint in Los Angeles sowie im Fillmore in San Francisco statt.
Ende 2018 erschien das Album Lil G.L.’s Blue Bonanza. Die – auf einigen Alben verwandte – Bezeichnung Lil G.L. ist, ähnlich wie Luke the Drifter bei Hank Williams, eine Art Zusatzname, der bei Nebenprojekten sowie Coverversionen zum Zug kommt; die Bezeichnung selbst nimmt Bezug auf einen R&B-Sänger mit dem Namen G. L. Crockett. Das Album war in erster Linie eine weitere Zusammenstellung von Coverversionen – unter anderem von Jimmy Reed, Tom T. Hall, Danny O’Keefe, Ernest Tubb, George Jones sowie T-Bone Walker.
Anfang Januar 2019 musste sich Crockett einer ernsthafteren Herzoperation unterziehen. Im Vorfeld wurde festgestellt, dass Crockett an einem angeborenen Herzfehler leidet, bei dem zwei von drei Aortenklappen zusammengewachsen sind, was zum Wolff-Parkinson-White-Syndrom führt. Ungeachtet der OP-bedingten Unterbrechung brachte Crockett zwischen 2019 und 2024 neun Album-Veröffentlichungen auf den Markt – darunter vier „reguläre“ Studioproduktionen (Welcome To The Hard Times, Music City USA, das Konzeptalbum The Man From Waco und § 10 Cowboy), zwei Lil’-G.L.-Alben mit Coverversionen (Lil’ G.L.’s Presents 10 For Slim: Charley Crockett Sings James Hand und Lil’ G.L.’s Presents: Jukebox Charley), ein Mixtape mit 30 Low-Fidelity-Coverinterpretationen sowie ein Livealbum. Unter den Single-Veröffentlichungen befindet sich unter anderem das Stück Killers Of The Flower Moon – eine Ballade, welche thematisch an den gleichnamigen Film von Martin Scorsese anknüpft.

## Stil und Kritiken
Stilistisch ungewöhnlich ist das breite Spektrum an Musikrichtungen, die Charley Crockett auf – Stand 2024 – insgesamt 14 Alben präsentiert. Crockett selbst will die Hürden, welche die einzelnen Richtungen fein säuberlich voneinander abgrenzt, nicht akzeptieren. Sich selbst charakterisiert er zwar als Folksänger – allerdings mit der Einschränkung, dass die klassischen amerikanischen Richtungen letztendlich alle Folk seien. Crockett: „Es ist Blues, es ist Country, es ist Jazz, es ist Gospel, aber all das ist Folkmusik“. Die Musik seiner Vorbilder – wie etwa Bob Dylan, Hank Williams, Tom Waits, Willie Nelson, Dolly Parton, Lightnin’ Hopkins oder Lavelle White – habe er eher en passant adaptiert als mit expliziter Absicht. Das auf seinem Konzeptalbum The Man From Waco mit enthaltene Dylan-Stück Tom Turkey etwa sei ein nicht veröffentlichtes Outtake aus Dylans Filmmusik zu Pat Garrett And Billy The Kid. Ein anderes Stück aus dem Swing-Genre – Bei mir bist du schoen – habe er im Verlauf seiner Straßenmusiker-Laufbahn unzählige Male gespielt und irgendwann eben auf ein Album (den Erstling A Stolen Jewel) mit übernommen.
Seine musikalische Kontinuität – zwischen den Polen Country Music hier, Blues und Soul da – bezeichnet Crockett mit dem Begriff Gulf & Western – ein regional gewachsener Stilmix, der geografisch von der Golfküste bis in die Region von Dallas reiche. Für seine Art, Geschichten zu erzählen, bezeichnet er seine Jahre „on the Road“ und als Straßenmusiker als großer Lehrmeister. Die Themen für seine Songs fielen ihm via Beobachtung zu. Crockett: „Es ist einfacher denn je, auf einen f****** Zug aufzuspringen, und es gibt eine Menge Kinder, die das tun. Ich hatte nie die Absicht, das zu tun, ich bin quasi hineingerutscht – und ich konnte es nicht glauben. Ich war schockiert, wie viele desillusionierte Kinder, die aus armen Verhältnissen in Amerika kommen, auf Züge aufspringen.“
(Zumeist positive) Medienresonanz erhielt Crockett in seiner weiteren texanischen Heimatregion. Texas Monthly schrieb über sein Album Welcome To The Hard Times: „Crockett zieht einen Kreis um das zentrale Thema des Albums: das schlaue Überleben in einem sozial, politisch und wirtschaftlich manipulierten System.“ Das Magazin American Songwriter lobte das Album The Man From Waco ebenfalls in den höchsten Tönen. Das Nachrichten- und Gesellschaftsportal npr.org zog 2022 folgendes Fazit: „Ob man ihm als Mensch und als Musiker auf seinem weiteren Weg glauben wird, ist eine offene Frage. Im Moment tut er sein Bestes, um in den Dingen zu bleiben, die ihn so weit gebracht haben.“
In Deutschland berichteten T-Online, country.de sowie byte.fm über Charley Crockett beziehungsweise einzelne Alben. T-Online schrieb über Welcome To The Hard Times: „Crockett hat in den 15 Songs mehrere Stilrichtungen unter einen Cowboy-Hut gebracht – Retro-Country, Honkytonk, Soul und Blues treffen aufeinander und ergänzen sich. Und die Melodien von Italo-Western sind auch nicht zu überhören“. Country.de zog zu dem im April 2024 erschienenen Album $ 10 Cowboy folgendes Fazit: „Charley ist bereits ein versierter Songwriter und entwickelt sich weiter, wächst und vertieft sich. Als lebenslanger Schüler von Bob Dylan erforscht er einen Stil, den Dylan in $10 Cowboy bevorzugte: Songs ohne lyrischen Aufhänger, nur mit einer Wendung in der Phrase.“ ByteFM hob im März 2024 insbesondere die Live-on-tape-Produktionsweise des 2024er-Albums $ 10 Cowboy als bemerkenswert hervor. Die direkte Form der Einspielung mit Band schränke einerseits zwar die Nachbearbeitungsmöglichkeiten der einzelnen Tonspuren ein. Andererseits könne sie, wie auch Crockett befindet, unersetzliche Schnappschüsse generieren. Wenn das rote Licht leuchte und das Band laufe, entstehe so die Magie eines Konzerts.

## Diskografie

### Alben
- A Stolen Jewei (2015; Son Of Davy)
- In the Night (2016; Field Day Records)
- Lil’ G.L.’s Honky Tonk Jubilee (2017; Son Of Davy)
- Lonesome as a Shadow (2018; Son Of Davy)
- Lil’ G.L.’s Blue Bonanza  (2018; Son Of Davy)
- The Valley (2019; Son Of Davy)
- Welcome to Hard Times (2020; Son Of Davy, The Next Waltz)
- Field Recordings Vol. 1 (2020; Son Of Davy)
- Lil’ G.L.’s Presents 10 for Slim: Charley Crockett Sings James Hand  (2021; Son Of Davy)
- Music City USA (2021; Son Of Davy)
- Lil’ G.L.’s Presents: Jukebox Charley (2022; Son Of Davy, The Next Waltz)
- The Man from Waco (2022; Son Of Davy)
- Live from the Ryman Auditorium (2023; Son Of Davy)
- $ 10 Cowboy (2024; Son Of Davy)
- Dollar a Day (2025)

### Singles und EPs (Auszüge)
- How Low Can You Go / River of Sorrow (2018; The Next Waltz)
- Our Vinyl Sessions (OurVinyl)
- Lesson in Depression (2021; Son Of Davy)
- I Can Help (2021; The Next Waltz)
- Killers of the Flower Moon (2023; Son Of Davy)